# Tatort: Todesstrafe
Todesstrafe ist ein Fernsehfilm aus der Krimireihe Tatort. Der vom Mitteldeutschen Rundfunk produzierte Beitrag wurde am 25. Mai 2008 erstgesendet. Er führte Simone Thomalla und Martin Wuttke als Leipziger Ermittlerteam Saalfeld/Keppler ein.

## Handlung
Eva Saalfeld hat gerade ihre neue Stelle als Hauptkommissarin der Kripo Leipzig angetreten und ihr neues Büro bezogen. Ihr zur Seite wird Hauptkommissar Andreas Keppler gestellt – ihr Ex-Mann, mit dem sie bis vor zehn Jahren verheiratet war. Die Ehe ging nach drei Jahren in die Brüche und Keppler zog aus Leipzig weg. Nun kehrt er zurück und hat Probleme, sich in der Stadt von einst zurechtzufinden. Direkt vom Bahnhof wird er zu seinem ersten Tatort gerufen. Hans Freytag, Inhaber des Jugendzentrums Fabrik, wird erstochen an seinem Arbeitsplatz aufgefunden. In der Halle restaurierte er unter anderem Boote, wobei ihm Jugendliche der Gegend halfen. Von den Erwachsenen wiederum wurde er massiv angefeindet, seit seine Frau ihn wegen Missbrauchs der eigenen Tochter angezeigt hatte. Nur wenige stellten sich auf seine Seite, darunter die Bäckerei-Mitarbeiterin Beate Kühne, die Hans tot auffand. Sie sah auch einen Jugendlichen fortrennen, kann ihn jedoch nicht identifizieren.
Hans wurde gezielt mit einem Stich ins Herz getötet. Sein Körper weist zahlreiche Blutergüsse und Scheinstiche auf, die wohl eine Art Wahnsinn beim Töten glaubhaft machen sollten. Die Ermittler stellen zahlreiche Faserspuren fest, fotografieren Hans’ Boot, auf das das Wort „Todesstrafe“ gesprüht wurde, und finden neben Hundekuchenresten und Postschnüren auch einen Plastestreifen mit dem Namen „Pifama“ am Tatort. Beate Kühne geht nach ihrem Verhör unweit des Tatorts auf einen Mann los, der nach ihren Angaben die Stimmung in der Gegend vergiftete. Es handelt sich um Kurt Steinbrecher, Inhaber des Gasthofs Sachsenhof. Er hatte vor kurzem den Verein Aktion Selbsthilfe Kinderschutz gegründet, der sich unter anderem für die Todesstrafe bei sexuellem Missbrauch von Kindern einsetzte. Keppler findet unweit des Tatorts die Tatwaffe und die Sprühdose, wobei die Dose Steinbrechers Fingerabdrücke aufweist. Auch die Fasern an Hans’ Kleidung stammen von Steinbrecher. Er wird jedoch freigelassen, als sich seine früheren Schriftproben nicht mit der frischen Sprühspur an Hans’ Boot decken, und er eine Prügelei mit Hans kurz vor dessen Tod gesteht.
Die Ermittlungen führen Saalfeld und Keppler zur Familie Lornsen. Sohn Max hatte zuletzt mit Hans telefoniert und der junge Mann sagt aus, dass Hans für ihn ein Vorbild war. Er habe den Jugendlichen, die beim Bootsbau halfen, versprochen, mit ihnen eine Segeltour zu unternehmen. Überhaupt sei Hans wie ein Freund gewesen, mit dem man im Gegensatz zu den eigenen Eltern, über alles reden konnte. Max’ Eltern wollten verhindern, dass ihr Sohn mit der Polizei spricht. Postbote Lutz und seine Frau haben sich zudem auf Steinbrechers Liste der Vereinsmitglieder eingetragen.
Bei einer erneuten Besichtigung des Tatorts finden die Ermittler Hans’ leere Geldkassette. Sie haben herausgefunden, dass Hans kurz vor seinem Tod eines seiner Boote für 70.000 Euro verkauft hat. Das Geld jedoch ist verschwunden. Verdächtig macht sich Sibylle Freytag, die ihren Mann wegen Kindesmissbrauchs angezeigt hatte. Sie hat eine Affäre mit ihrem Anwalt, Klaus Arend. Zudem hatte sie Schulden und Klaus bezahlte einen Teil ihrer Auslagen. Saalfeld und Keppler erwischen Sibylle am Tatort. Sie hat die 70.000 Euro aus einem Versteck geholt. Es stellt sich heraus, dass Sibylle und Klaus sich von ihren Partnern trennen und selbst heiraten wollten. Zu diesem Zweck setzte Sibylle das Gerücht in die Welt, Hans habe seine Tochter missbraucht, wollte sie doch, dass Hans die Stadt verlässt. Einen Tag vor Hans’ Tod wollte Sibylle die Anklage zurückziehen, tat es jedoch nicht. Beide haben nun eine moralische Schuld am Tod von Hans.
Der Schlüssel zur Lösung des Falls scheint in der „Pifama“-Marke zu liegen. Es stellt sich heraus, dass „Pifama“ Teil eines Mailnamens für eine Flirtplattform für Jugendliche ist. Bei einer Werbeaktion wurden Rucksäcke mit individualisierten Mailanhängern vergeben. Keppler schreibt „Pifama“ über die Flirtplattform an. Ein Treff wird vereinbart und „Pifama“ gestellt. Es handelt sich um den Jugendlichen Lars, der mit Hans befreundet war. Er hatte vor Beate Kühne Hans’ Leiche gefunden, und berichtet, dass er wiederum einen anderen Jugendlichen flüchten sah. Die Ermittler folgen Lars heimlich, der sie zu Max führt. Auch Max sagt aus, dass er Hans nur noch tot aufgefunden habe.
Keppler kombiniert und findet schließlich die Lösung. Postkordel und Hundekuchen am Tatort weisen auf Lutz Lornsen als Täter hin, zumal er bei der Armee eine Einzelkämpferausbildung erhielt und gezielt töten kann. In seiner Akte findet Keppler schließlich den Hinweis, dass Lutz früher Lutz Glasing hieß und als Kind von seinem Onkel sexuell missbraucht wurde. Lutz sah in Hans eine Gefahr für seinen eigenen Sohn Max und wurde so zum Mörder, wobei ihm seine Frau bei der Tat half. Beide werden festgenommen.

## Produktion
Tatort: Todesstrafe war der 700. Tatort und der erste des Ermittler-Duos Saalfeld und Keppler. Die Dreharbeiten fanden vom 28. August bis 25. September 2007 in Leipzig und Umgebung statt. Die Kostüme schuf Aenne Plaumann, die Filmbauten stammen von Matthias Baumgärtel. Der Film erlebte am 25. Mai 2008 seine Fernsehpremiere. Er erreichte bei seiner Erstausstrahlung in Deutschland 8,48 Millionen Zuschauer und einen Marktanteil von 26,5 %.
Im Film ist der Schlager Du hast mich Tausendmal belogen von Andrea Berg zu hören. Der Leipziger Lehrerchor e. V. singt zudem Am Brunnen vor dem Tore.

## Kritik
TV Spielfilm schrieb: „Guter Einstand für ein interessantes Duo“.